# Micorriza arbuscular

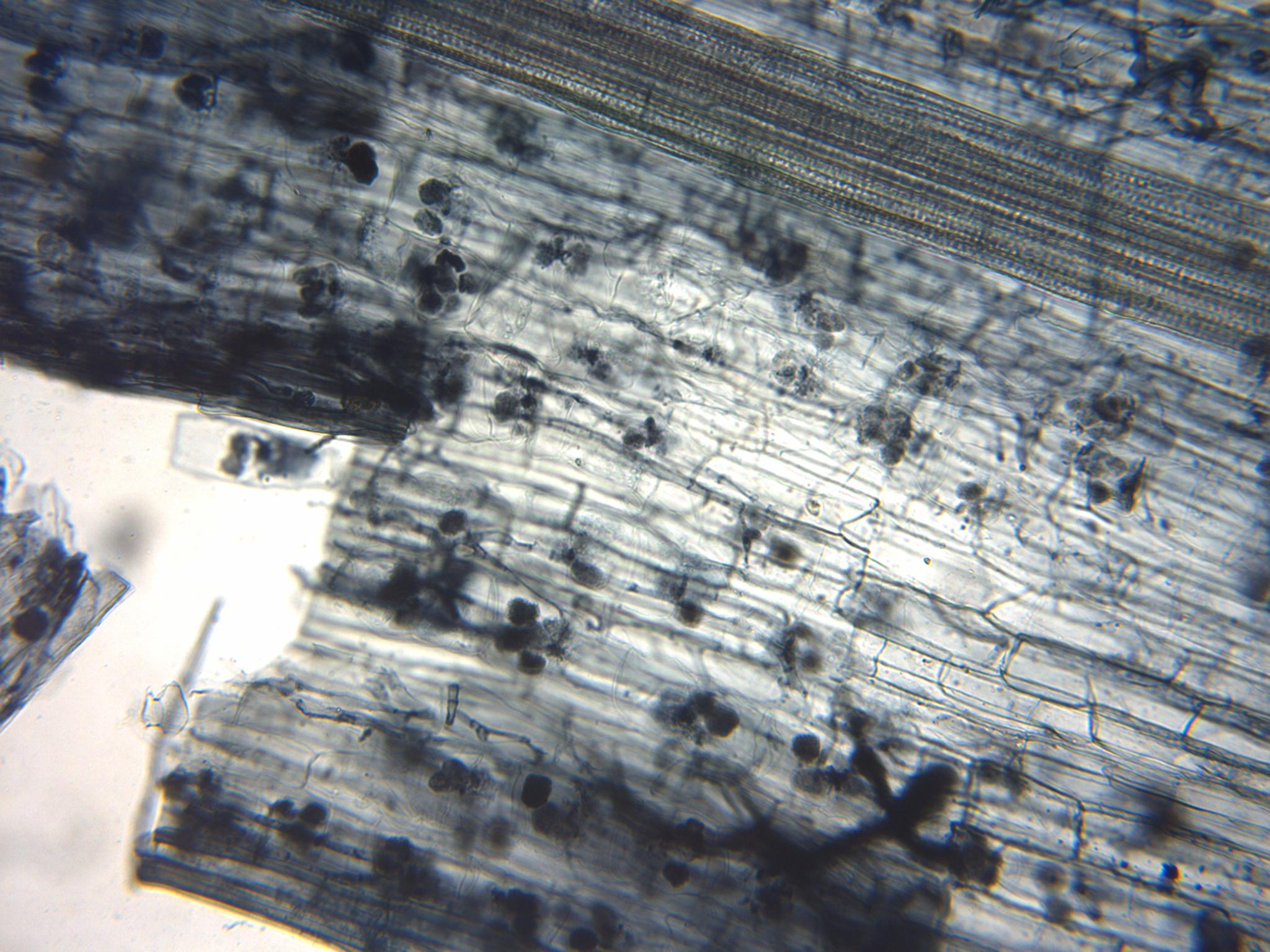
Vista microscópica de una micorriza arbuscular

Una micorriza arbuscular es un tipo de endomicorriza en la que el hongo penetra en las células corticales de las raíces de una planta vascular, no debe confundirse con una ectomicorriza o una micorriza ericoide.
Las micorrizas arbusculares se caracterizan por la formación de estructuras únicas, arbúsculos y vesículas de los hongos de la clase Glomeromycetes. En esta asociación simbiótica, el hongo ayuda a la planta a capturar nutrientes como fósforo, azufre, nitrógeno y micronutrientes del suelo. Se cree que el desarrollo de la simbiosis con micorrizas arbusculares jugó un papel crucial en la colonización inicial de la tierra por las plantas y en la evolución de las plantas vasculares.
Se ha dicho que es más rápido enlistar las plantas que no forman micorrizas a las que sí lo hacen. Esta simbiosis es una relación mutualista altamente evolucionada encontrada entre hongos y plantas. Las micorrizas arbusculares se encuentran en el 80% de las familias de plantas vasculares que se conocen.
Los enormes avances en la investigación sobre la fisiología de micorrizas y la ecología en los últimos 40 años han llevado a una mayor comprensión de las múltiples funciones de las micorrizas arbusculares en el ecosistema. Este conocimiento es aplicable a los esfuerzos humanos en la gestión y restauración de ecosistemas, y en la agricultura.